# Otacilia dadongshanica
Espèce
Otacilia dadongshanica est une espèce d'araignées aranéomorphes de la famille des Phrurolithidae.

## Distribution
Cette espèce est endémique du Jiangxi en Chine,. Elle se rencontre dans le xian de Jishui.

## Description
Le mâle holotype mesure 2,85 mm et la femelle paratype 4,15 mm.

## Étymologie
Son nom d'espèce lui a été donné en référence au lieu de sa découverte, le Dadongshan.

## Publication originale
- Liu, Ying, Xiao, Yan, Zhang & Xiao, 2021 : « A new species of the genus Otacilia Thorell, 1897 (Araneae: Phrurolithidae) from southern China. » Pakistan Journal of Zoology, vol. 53, no 3, p. 801-807.